# Neslia paniculata subsp. thracica
Neslia paniculata subsp. thracica é uma subespécie de planta com flor pertencente à família Brassicaceae. 
A autoridade científica da subespécie é (Velen.) Bornm., tendo sido publicada em Oesterr. Bot. Z. 44: 125 (1894).

## Portugal
Trata-se de uma subespécie presente no território português, nomeadamente em Portugal Continental.
Em termos de naturalidade é nativa da região atrás indicada.

## Protecção
Não se encontra protegida por legislação portuguesa ou da Comunidade Europeia.